# Fedor Schoen
Fedor Schoen (* 11. März 1863 in Rothwasser (bei Görlitz); † 28. August 1946 in Köln) war ein deutscher Unternehmer.
Schoen war der Gründer des ersten selbständigen Wellpappenwerks Fedor Schoen, Papier- und Wellpappenfabriken, Köln in Deutschland im Jahr 1892. Er war der Entwurfsplaner und Auftraggeber zum Bau der ersten Wellpappenmaschinen in Kontinentaleuropa durch die Maschinenfabrik Wilhelm Richter, Breslau.
| Personendaten    | Personendaten              |
| ---------------- | -------------------------- |
| NAME             | Schoen, Fedor              |
| KURZBESCHREIBUNG | deutscher Unternehmer      |
| GEBURTSDATUM     | 11. März 1863              |
| GEBURTSORT       | Rothwasser (Kreis Görlitz) |
| STERBEDATUM      | 28. August 1946            |
| STERBEORT        | Köln                       |